# Bob McCammon
Robert „Bob“ McCammon (* 14. April 1941 in Kenora, Ontario; † 23. Dezember 2021) war ein kanadischer Eishockeyspieler, -trainer, -funktionär und -scout. Seine aktive Karriere verbrachte er nahezu ausschließlich bei den Port Huron Flags/Wings in der International Hockey League. Als Cheftrainer gelang ihm der Sprung in die National Hockey League, wo er die Philadelphia Flyers (1978–1979 & 1982–1984) und die Vancouver Canucks (1987–1991) betreute, während er bei den Flyers auch kurzzeitig das Amt des General Managers innehatte.

## Karriere

### Als Spieler
Bob McCammon begann seine Profikarriere in der  Eastern Professional Hockey League, in der er zwischen 1961 und 1962 für die North Bay Trappers und die Hull-Ottawa Canadiens auflief. Kurz nach Beginn der Spielzeit 1962/63 wechselte er zu den Port Huron Flags in die International Hockey League (IHL). Für das Franchise, das sich 1971 in Port Huron Wings umbenannte, sollte er in der Folge den Rest seiner aktiven Laufbahn auf dem Eis stehen. In den folgenden neun Jahren bestritt er inklusive der Playoffs über 800 Partien für die Mannschaft aus Michigan und gewann mit ihr dreimal (1966, 1971 und 1972) den Turner Cup. Seine statistisch beste Saison verzeichnete der Kanadier, der zumeist auf der Position des Centers eingesetzt wurde, in der Spielzeit 1966/67, als er mit 72 Scorerpunkten aus 70 Spielen einmalig einen Punkteschnitt von über 1,0 pro Spiel erreichte. Später wurde McCammon auch als Verteidiger eingesetzt, gewann in seinem letzten Profijahr 1972/73 gar die Governor’s Trophy als bester Abwehrspieler der Liga und wurde darüber hinaus ins IHL First All-Star Team gewählt.

### Als Trainer und Funktionär
Direkt mit dem Ende seiner aktiven Karriere nahm McCammon bei den Port Huron Flags die Tätigkeit als Cheftrainer auf. Nach vier Jahren wechselte er in gleicher Position zu den Maine Mariners in die American Hockey League (AHL), die er direkt zum Gewinn des Calder Cups führte und zugleich mit dem Louis A. R. Pieri Memorial Award als bester Trainer der AHL ausgezeichnet wurde. Diese Erfolge sorgten dafür, dass der Kanadier zur Spielzeit 1978/79 als neuer Cheftrainer der Philadelphia Flyers aus der National Hockey League (NHL) vorgestellt wurde, die als Kooperationspartner der Mariners fungierten. Während seiner ersten Amtszeit bei den Flyers gewann er nur 22 von 50 Spielen und wurde schließlich noch vor der Vollendung der Spielzeit entlassen und durch Pat Quinn ersetzt. Jedoch kehrte MacCammon direkt zu den Mariners in die AHL zurück und verteidigte mit der Mannschaft noch in der gleichen Saison den Calder Cup. Im Folgejahr wurde er abermals als AHL-Trainer des Jahres geehrt, sodass er gegen Ende der Spielzeit 1981/82 ein zweites Mal bei den Flyers übernahm und dabei wiederum Pat Quinn beerbte. Die Mannschaft gewann unter seiner Leitung im folgenden Jahr den Titel der Patrick Division, scheiterte jedoch in den Playoffs zweimal in Folge ohne einen einzigen Sieg, sodass seine zweite Amtszeit nach der Saison 1983/84 endete. In dieser hatte er die Geschicke des Franchise zwischenzeitlich auch als General Manager übernommen.
Nach einem Hiatus von einem Jahr wurde MacCammon zur Saison 1985/86 von den Edmonton Oilers als Assistenztrainer von Glen Sather angestellt. Innerhalb der Organisation übernahm er zum Folgejahr die Funktion des Director of Player Development, während das Team am Saisonende den Stanley Cup gewann. Schließlich erhielt der Kanadier zur Spielzeit 1987/88 seinen zweiten Cheftrainerposten in der NHL, indem er von den Vancouver Canucks engagiert wurde. Diese führte er in seinem zweiten Jahr zurück in die Playoffs und belegte infolgedessen Rang zwei bei der Wahl zum Trainer des Jahres; der Jack Adams Award ging jedoch an Pat Burns. Nachdem die Canucks die post-season in seinem dritten Jahr wieder verpasst hatten und sich Ähnliches in seiner vierten Saison abzeichnete, wurde er nach 54 Partien in der Saison 1990/91 entlassen und erneut durch Pat Quinn ersetzt.
Schließlich fungierte MacCammon von 1991/92 bis Mitte der Saison 1993/94 als Cheftrainer und General Manager der Tri-City Americans aus der Western Hockey League, bevor er zu den Edmonton Oilers zurückkehrte und dort fortan als Scout tätig war. Nach eineinhalb Jahren übernahm er noch einmal die Position des Assistenztrainers unter Ron Low, ehe er seine Trainerkarriere nach der Spielzeit 1998/98 beendete. Als Scout war er in der Folge noch zwischen 2001 und 2008 für die Detroit Red Wings tätig, mit denen er in den Playoffs 2002 und 2008 Teil zweier weiterer Stanley-Cup-Gewinne wurde. Anschließend zog er sich endgültig aus dem Eishockeysport zurück.
McCammon verstarb am 23. Dezember 2021 im Alter von 80 Jahren.

## Erfolge und Auszeichnungen
| Als Spieler - 1966 Turner-Cup-Gewinn mit den Port Huron Flags - 1971 Turner-Cup-Gewinn mit den Port Huron Flags - 1972 Turner-Cup-Gewinn mit den Port Huron Wings - 1973 Governor’s Trophy - 1973 IHL First All-Star Team | Als Trainer - 1978 Calder-Cup-Gewinn mit den Maine Mariners - 1978 Louis A. R. Pieri Memorial Award - 1979 Calder-Cup-Gewinn mit den Maine Mariners - 1981 Louis A. R. Pieri Memorial Award |

## Karrierestatistik
(Legende zur Spielerstatistik: Sp oder GP = absolvierte Spiele; T oder G = erzielte Tore; V oder A = erzielte Assists; Pkt oder Pts = erzielte Scorerpunkte; SM oder PIM = erhaltene Strafminuten; +/− = Plus/Minus-Bilanz; PP = erzielte Überzahltore; SH = erzielte Unterzahltore; GW = erzielte Siegtore; 1 Play-downs/Relegation; Kursiv: Statistik nicht vollständig)

### NHL-Trainerstatistik
(Legende zur Trainerstatistik: Sp oder GC = Spiele insgesamt; W oder S = erzielte Siege; L oder N = erzielte Niederlagen; T oder U = erzielte Unentschieden; OTL oder OTN = erzielte Niederlagen nach Overtime oder Shootout; Pts oder Pkt = erzielte Punkte; Pts% oder Pkt% = Punktquote; Win% = Siegquote; Resultat = erreichte Runde in den Play-offs)